# Pseudorectes ferrugineus
El pitohuí herrumbroso (Pseudorectes ferrugineus) es una especie de ave paseriforme de la familia Pachycephalidae nativa de Nueva Guinea e islas circundantes.
Es un pájaro de tamaño mediano, que mide unos 28 cm de largo, lo que le convierte en el miembro más grande de su familia. Su plumaje es principalmente de color castaño herrumbroso con las partes inferiores amarillentas, tiene un fuerte pico negro y el iris claro. Ambos sexos son similares.
El pitohuí herrumbroso es endémico de los bosque de los montes y zonas bajas de Nueva Guinea, las islas Aru y las islas de Papúa Occidental. Las subespecies P. f. leucorhynchus y P. f. fuscus de las islas  Waigeo y Batanta situadas junto a las costas de Nueva Guinea Occidental tienen el pico blanquecino.
Por lo general el pitohuí herrumbroso se congrega en pequeñas bandadas, mezclado con otras especies gregarias. Suele construir su nido en forma de cuenco profundo utilizando ramitas y hojas en la base de las ramas de los árboles.
Es muy común en su zona de distribución por lo que se le clasifica como especie bajo preocupación menor.